# Utvrda Mogorić
Utvrda Mogorić ili Mogorović, jedno od srednjovjekovnih sjedišta hrvatskog plemičkog roda Mogorovića. Utvrda je bila podignuta na visokoj litici na kraju sela Mogorić. Ime se spominje 1569. godine na Mercatorovoj karti u obliku "Mogorović" (Mogorouic), a 1577. godine u obliku "Mogorić", što može označavati skraćeno ime plemićkog roda Mogorovića, ali i ime jedne od plemićkih obitelji unutar tog roda.
Utvrđenje je izgrađeno najvjerojatnije u drugoj polovici 15. stoljeća radi obrane od osmanskih pljačkaških pohoda na području Like. Sastojalo se od branič-kule i utvrđene pećine ispod same utvrde koja je bila otvorena u smjeru istok – zapad. Na samom vrhu višetažne branič-kule nalazila se ravna terasa omeđena prsobranom s kruništem. Pregrađe se sastojalo od dvaju utvrđenih dvorišta, od kojih nije ostalo gotovo ništa.
Utvrda se spominje prvi put 1522. godine na karti Tuto el Cotado di Zara e Sebenicho, koju je u tehnici drvoreza objavio tiskar Mateo Pagano u Veneciji, a u dokumentima tek 1577. godine, u popisu utvrda koje su zaposjele Osmanlije. Za vrijeme osmanske vladavine Mogorić se nalazio u sastavu nahije Bilaj-Barleta u sklopu Kliškog (do 1580.), a potom Krčko-ličkog sandžaka (1580. – 1636. i 1641. – 1685.). Utvrdu Mogorić je oslobodio karlovački general Ivan Josip Herberstein u lipnju 1689. godine, nakon čega je utvrda bila oštećena ili napuštena.

## Vanjske poveznice
- Tvrdi grad (kastrum) Mogorić – hrcak.srce.hr
- Utvrđeni gradovi srednjovjekovne Like – darkoantolkovic.wordpress.com